# Eickeloh
Eickeloh – gmina w Niemczech, w kraju związkowym Dolna Saksonia, w powiecie Heidekreis, wchodzi w skład gminy zbiorowej Ahlden. Położona jest przy zbiegu rzek Aller i Leine na południe od miasta Walsrode.